# Compsibidion varipenne
Compsibidion varipenne là một loài bọ cánh cứng trong họ Cerambycidae.